# Landtagswahl in Baden-Württemberg 2021
- SPD: 19
- Grüne: 58
- FDP: 18
- CDU: 42
- AfD: 17

- Regierung: 100
- Opposition: 54

Die Wahl zum 17. Landtag von Baden-Württemberg fand am 14. März 2021 statt, am selben Tag wie die Landtagswahl in Rheinland-Pfalz und die Kommunalwahlen in Hessen.
Die Wahlsieger Bündnis 90/Die Grünen um den bisherigen Ministerpräsidenten Winfried Kretschmann erhielten 32,6 Prozent der Stimmen. Ihr Anteil war damit so hoch wie noch nie bei einer Landtagswahl in Deutschland, während der bisherige Koalitions-Juniorpartner CDU mit 24,1 Prozent das bislang niedrigste Ergebnis im Land erzielte; die CDU-Spitzenkandidatin und Ministerin Susanne Eisenmann konnte nicht in den Landtag einziehen, es gab damals noch kein Landeslisten-Wahlrecht. Die oppositionelle SPD rutschte auf ein Allzeittief von 11 % ab, hielt die Zahl der Sitze, gewann dabei Rang 3 zurück und einen Posten als Landtagsvizepräsident. Die zeitweise gespaltene AfD-Fraktion verzeichnete die deutlichsten Stimmenverluste, wurde von dritter Kraft und stärkster Oppositionspartei zur kleinsten Fraktion im Landtag. Die FDP erreichte erstmals seit 2006 wieder über 10 %, war seit 1972 ansonsten im einstelligen Bereich.
Neben einer möglichen Fortsetzung der bisherigen grün-schwarzen Regierung mit großer Mehrheit stand auch die Bildung einer Ampelkoalition von Grünen, SPD und FDP zur Diskussion; diese wurde später im Bund verwirklicht. Die Möglichkeit einer erneuten grün-roten Koalition von Grünen und SPD wurde um einen Sitz, die im Vorfeld der Wahl diskutierte grün-gelbe Koalition von Grünen und FDP um zwei Sitze verpasst. Am 12. Mai 2021 wurde Winfried Kretschmann erneut zum Ministerpräsidenten einer grün-schwarzen Koalition gewählt.

## Organisation

### Wahlrecht

Landtagswahlkreise in Baden-Württemberg seit 2019

Im Gegensatz zu den anderen Bundesländern und dem Bundestag gab es in Baden-Württemberg vor 2022 keine Landeslisten und keine Zweitstimme. Eine Partei konnte somit ihren Spitzenpolitikern keine sicheren Listenplätze bieten. Sie mussten daher, um relativ sicher ins Parlament einzuziehen, in mindestens einem der 70 Wahlkreise antreten – bevorzugt in solchen, die als Parteihochburg gelten – und dazu von den dort ansässigen Parteimitgliedern aufgestellt werden. So konnten zum Beispiel die CDU-Spitzenkandidatin Susanne Eisenmann sowie der CDU-Landesvorsitzende Thomas Strobl, die 2016 jeweils ohne Landtagsmandat in die Landesregierung berufen wurden, 2021 nicht in den Landtag einziehen; Strobl blieb stellvertretender Ministerpräsident.
Bei dieser „personalisierten Verhältniswahl ohne Listen“ stimmten die Wähler gleichzeitig für einen Direktkandidaten sowie dessen Partei ab – sofern er nicht als Einzelbewerber antrat, wofür 75 (bisher 150) Unterschriften nötig waren. Ein Wahlvorschlag kann zusätzlich auch einen Ersatzbewerber enthalten, der bei Bedarf als Nachrücker in das Parlament einzieht.
Der jeweilige Gewinner eines Wahlkreises zog und zieht mit dem zugehörigen Direktmandat (Erstmandat) direkt in den Landtag ein. Zusätzlich wurden Zweitmandate zugeteilt, so dass die Sitzverteilung das Verhältnis der Stimmen für die Parteien widerspiegelt. Berücksichtigt werden nur diejenigen Parteien, auf die mindestens 5 % der Stimmen entfallen. Die Sitze wurden innerhalb einer Partei regional auf die vier Regierungsbezirke (Freiburg, Karlsruhe, Stuttgart, Tübingen) verteilt, dann auf die dortigen Wahlkreise in absteigender Reihenfolge der Stimmenanteile. Ab 2022 gelten dafür die Landeslisten.
Um die Verhältnisse gewährleisten zu können, werden im Sainte-Laguë/Schepers-Verfahren gegebenenfalls Überhangmandate vergeben. Der Landtag ist dadurch 2016 von nominell 120 Sitzen auf 143 angewachsen, 2021 auf 154, wobei manche Wahlkreise nur mit dem Erstmandat vertreten sind, andere dagegen mit zwei, drei oder sogar vier Abgeordneten (2016 Landtagswahlkreis Heilbronn, 2021 Landtagswahlkreis Neckarsulm, Landtagswahlkreis Hechingen-Münsingen).

### Kritik und Änderung in Folge der Corona-Pandemie
Einige Kleinparteien kritisierten wegen der Corona-Pandemie das Wahlrecht zur Landtagswahl. Es sah über 10.000 Unterstützungsunterschriften im ganzen Bundesland vor. Die Linke kündigte eine Anfechtung der Wahl an, sollten die Bedingungen nicht an die Pandemie angepasst werden. Die Piratenpartei rief den Petitionsausschuss des Landtags an und forderte ein Aussetzen der Unterschriften. Die Freien Wähler sahen ihre Teilnahme an der Landtagswahl ebenfalls gefährdet. Die Landeswahlleitung empfahl Hygienemaßnahmen für Aufstellungsversammlungen während der Pandemie.
Ein Bündnis aus mehreren Kleinparteien reichte Mitte September 2020 eine Klage ein mit dem Ziel, die Zahl der benötigten Unterstützungsunterschriften zu reduzieren. Am 9. November 2020 gab der Verfassungsgerichtshof für das Land Baden-Württemberg den klagenden Parteien Recht. Am 12. November 2020 beschloss der Landtag mit Zustimmung aller Fraktionen, die Zahl der notwendigen Unterschriften auf 75 pro Wahlkreis zu halbieren.

## Ausgangslage

### Vorherige Wahl 2016
Die in der grün-roten Koalition den Ministerpräsidenten Winfried Kretschmann stellenden Grünen wurden mit über 30 Prozent erstmals stärkste Partei bei einer Landtagswahl in Deutschland. CDU und SPD mussten deutliche Verluste hinnehmen, die SPD wurde nur viertstärkste Kraft und verlor die Regierungsbeteiligung.
Klarer Gewinner der Wahl war neben den Grünen die erstmals angetretene Partei AfD, die auf Anhieb über 15 Prozent erreichte und stärkste Oppositionspartei wurde. Die FDP gewann leicht hinzu, die Linke verpasste den Einzug in den Landtag erneut deutlich.
Die Verluste der SPD verhinderten eine Fortsetzung der grün-roten Koalition ebenso wie eine schwarz-rote Koalition analog zur Bundesregierung, wobei eine Hinzunahme der FDP knappe Mehrheiten ermöglicht hätte. Eine Zusammenarbeit von CDU und FDP mit der AfD lehnten CDU und FDP ab.
Es formierten sich die beiden stärksten Parteien zur auf Landesebene ersten grün-schwarzen „Kiwi-Koalition“ der Grünen mit der CDU als Juniorpartner. Die Regierung trugen zunächst 89 der 143 Mandate im Landtag, das Kabinett Kretschmann II wurde am 12. Mai 2016 vereidigt.

### Landtagsfraktionen vor der Wahl
Die AfD-Fraktion hatte ursprünglich 23 Mitglieder, von denen, bedingt durch Austritte und einen Ausschluss, noch 15 übrig blieben. Eine ehemalige AfD-Abgeordnete trat später in die CDU-Fraktion ein; sieben Abgeordnete sind fraktionslos. Die SPD wurde dadurch zur drittstärksten Fraktion vor der AfD.
| Fraktion / Landesverband | Fraktion / Landesverband                    | Kürzel        | Sitze 2016 | Sitze 2021 |
| ------------------------ | ------------------------------------------- | ------------- | ---------- | ---------- |
|                          | Bündnis 90/Die Grünen                       | Grüne         | 47         | 47         |
|                          | Christlich Demokratische Union Deutschlands | CDU           | 42         | 43         |
|                          | Sozialdemokratische Partei Deutschlands     | SPD           | 19         | 19         |
|                          | Alternative für Deutschland                 | AfD           | 23         | 15         |
|                          | Freie Demokratische Partei                  | FDP           | 12         | 12         |
|                          | Fraktionslose                               | Fraktionslose | —          | 07         |

## Parteien und Kandidaten

Spitzenkandidaten der Landtagsparteien
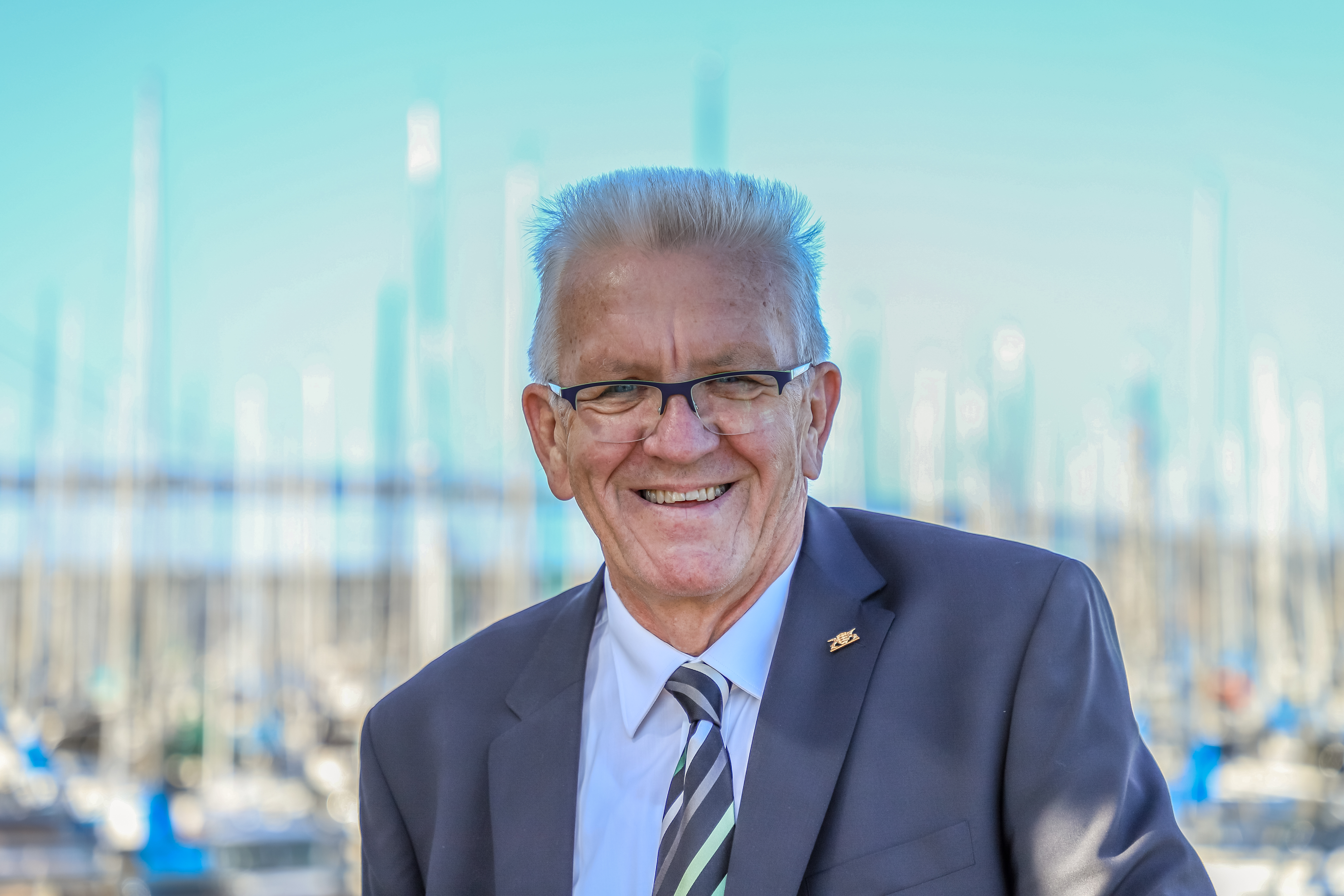
Winfried Kretschmann Grüne
Susanne Eisenmann CDU
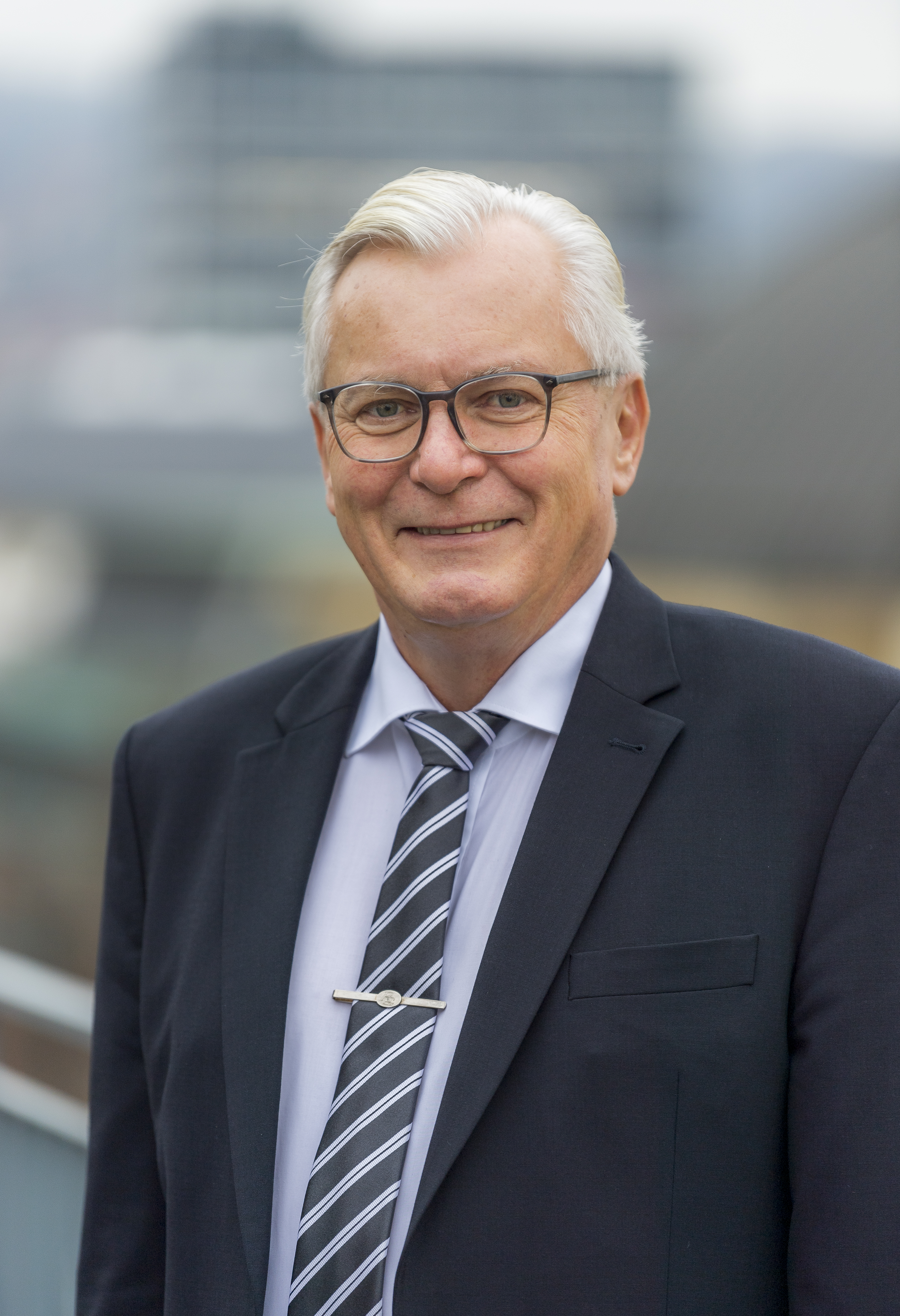
Bernd Gögel AfD
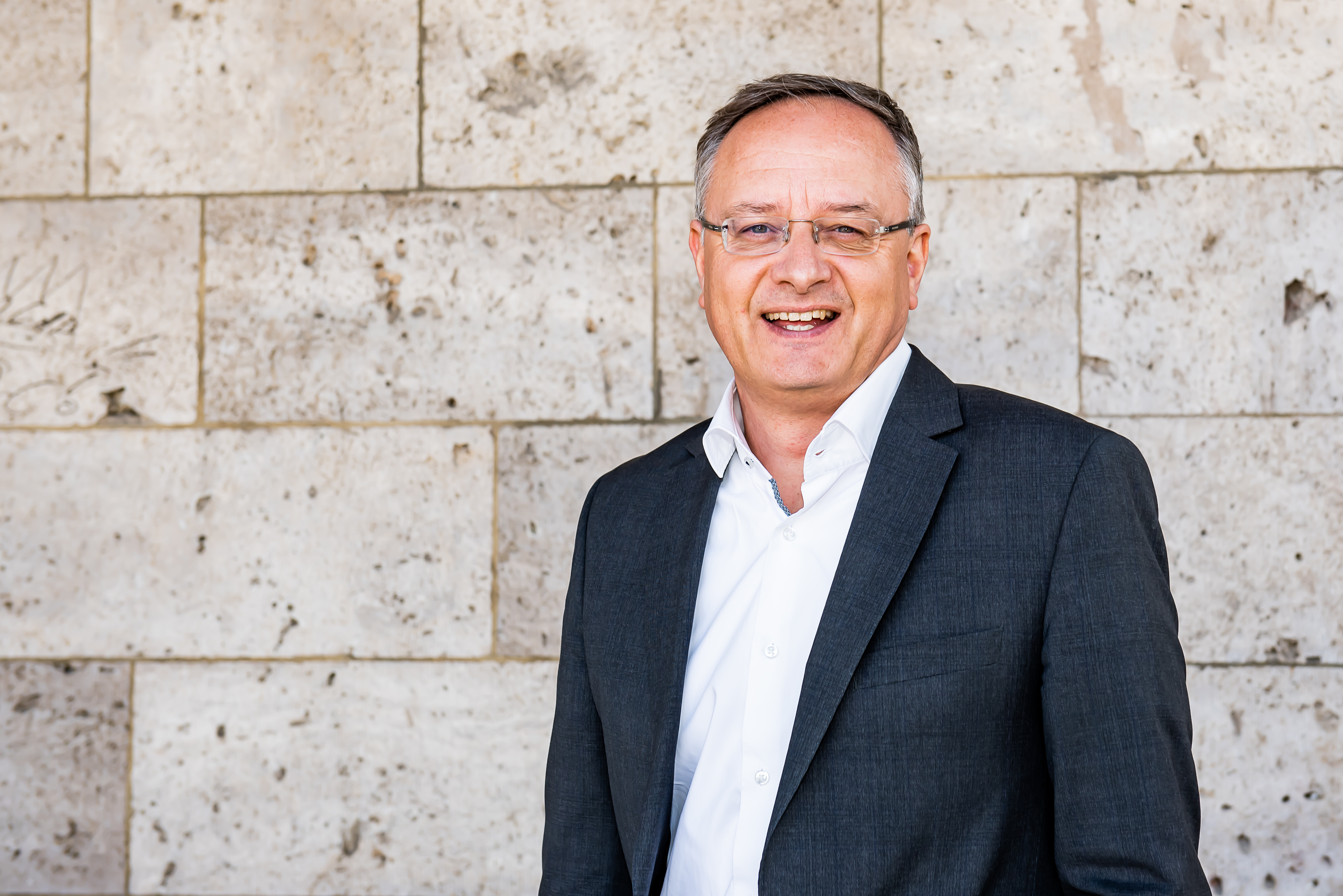
Andreas Stoch SPD
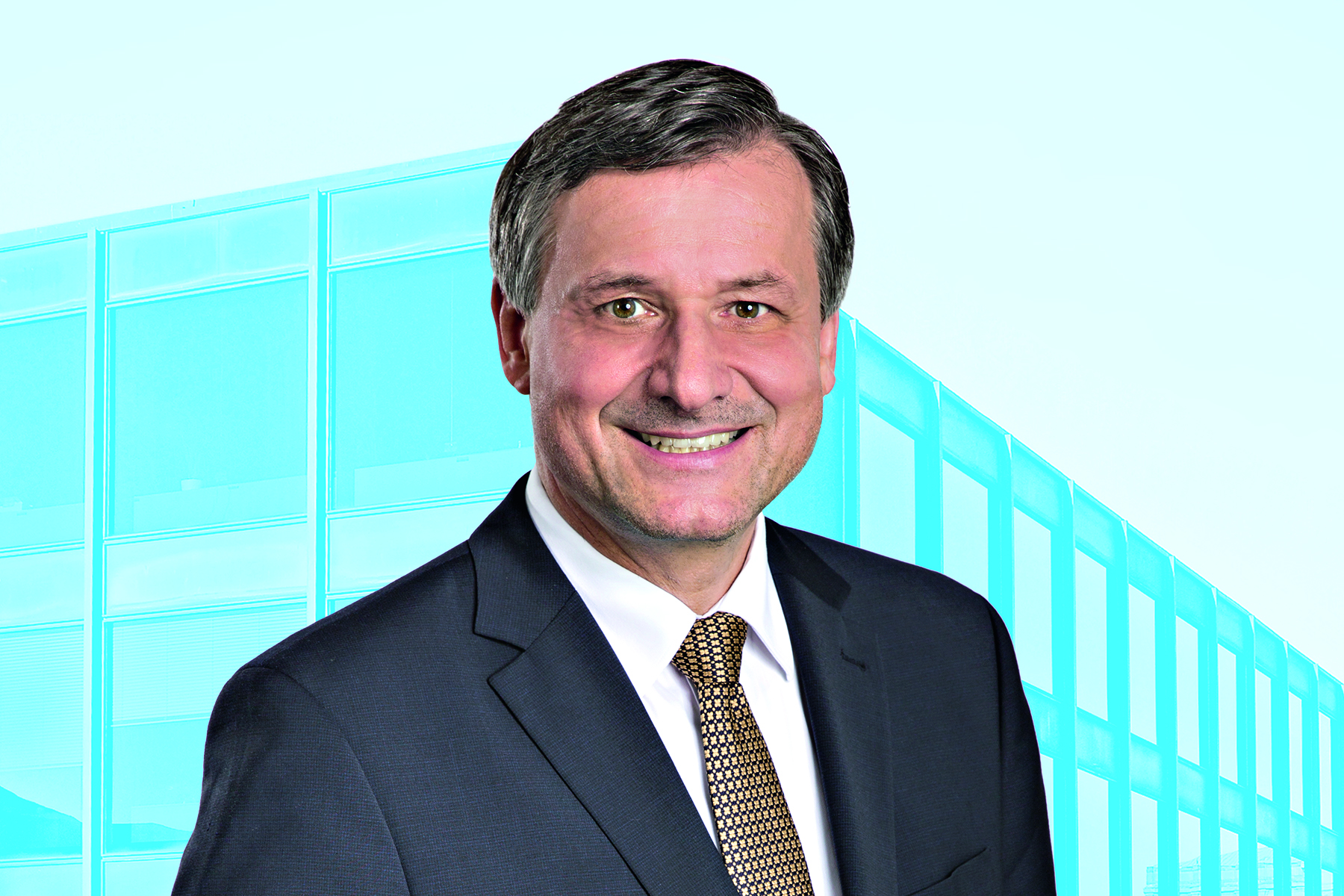
Hans-Ulrich Rülke FDP

Wahlvorschläge mussten bei den jeweiligen Kreiswahlleitern bis zum 14. Januar 2021 eingereicht werden. Parteien, die nicht im Landtag vertreten sind, mussten je Kreiswahlvorschlag 75 Unterstützungsunterschriften vorlegen (für ein landesweites Antreten in allen 70 Wahlkreisen also mindestens 5.250 Unterstützungsunterschriften (70·75)).
Insgesamt traten 21 Parteien mit zusammen 872 Kandidaten sowie acht Einzelbewerber an. Diese waren nach dem Ergebnis der Wahlen 2016, für neu antretende Parteien alphabetisch, auf dem Wahlzettel gereiht:

## Koalitionsaussagen vor der Wahl
Die FDP signalisierte mit ihrem Landesvorsitzenden Michael Theurer und ihrem Spitzenkandidaten Hans-Ulrich Rülke schon 2019 die Bereitschaft für eine grün-gelbe Koalition. Die Fortsetzung einer Koalition unter der Führung der Grünen mit der Wahl eines Nachfolgers des Ministerpräsidenten Winfried Kretschmann stellte Rülke ebenfalls in Aussicht. Andreas Stoch sagte vor der Landtagswahl, dass die SPD für eine grün-rote Koalition oder eine Ampel-Koalition kämpfen werde und keine Lust auf eine Zusammenarbeit mit der CDU habe.

## Umfragen
Die Umfrageinstitute geben in der Regel nur Werte für Parteien an, die aktuell im Parlament vertreten sind sowie diejenigen, die in der jeweiligen Umfrage auf einen Anteilswert von mindestens drei Prozent kommen.

### Verlauf

Umfragewerte auf monatliche Umfrageergebnisse gemittelt, von der Wahl 2016 bis zur Wahl 2021

### Sonntagsfrage
| \| Institut \| Datum \| Grüne \| CDU \| AfD \| SPD \| FDP \| Linke \| Sonst. \| \| --------------------------- \| ---------- \| ------ \| ------ \| ------ \| ------ \| ----- \| ----- \| ------ \| \| INSA[17] \| 13.02.2021 \| 31 % \| 28 % \| 11 % \| 11 % \| 10 % \| 4 % \| 5 % \| \| Forschungsgruppe Wahlen[17] \| 05.02.2021 \| 34 % \| 28 % \| 11 % \| 10 % \| 9 % \| 3 % \| 5 % \| \| Infratest dimap[17] \| 04.02.2021 \| 34 % \| 27 % \| 10 % \| 11 % \| 9 % \| 3 % \| 6 % \| \| INSA[17] \| 13.01.2021 \| 30 % \| 30 % \| 12 % \| 12 % \| 8 % \| 4 % \| 4 % \| \| Infratest dimap[17] \| 17.12.2020 \| 35 % \| 30 % \| 11 % \| 10 % \| 7 % \| 3 % \| 4 % \| \| INSA[17] \| 19.11.2020 \| 29 % \| 31 % \| 12 % \| 11 % \| 7 % \| 5 % \| 5 % \| \| Infratest dimap[17] \| 15.10.2020 \| 34 % \| 29 % \| 11 % \| 11 % \| 6 % \| 4 % \| 5 % \| \| INSA[17] \| 10.09.2020 \| 28 % \| 31 % \| 12 % \| 12 % \| 7 % \| 5 % \| 5 % \| \| Infratest dimap[17] \| 30.04.2020 \| 34 % \| 30 % \| 12 % \| 11 % \| 6 % \| 3 % \| 4 % \| \| INSA[17] \| 22.04.2020 \| 29 % \| 31 % \| 11 % \| 13 % \| 7 % \| 4 % \| 5 % \| \| Infratest dimap[17] \| 12.03.2020 \| 36 % \| 23 % \| 14 % \| 11 % \| 7 % \| 5 % \| 4 % \| \| INSA[17] \| 30.10.2019 \| 30 % \| 27 % \| 13 % \| 11 % \| 9 % \| 4 % \| 6 % \| \| Infratest dimap[17] \| 19.09.2019 \| 38 % \| 26 % \| 12 % \| 8 % \| 8 % \| 3 % \| 5 % \| \| INSA[17] \| 10.05.2019 \| 28 % \| 27 % \| 12 % \| 11 % \| 10 % \| 6 % \| 6 % \| \| Infratest dimap[17] \| 28.03.2019 \| 32 % \| 28 % \| 11 % \| 12 % \| 9 % \| 4 % \| 4 % \| \| INSA[17] \| 14.02.2019 \| 29 % \| 27 % \| 12 % \| 13 % \| 9 % \| 5 % \| 5 % \| \| Forsa[17] \| 04.02.2019 \| 33 % \| 23 % \| 13 % \| 9 % \| 9 % \| 6 % \| 7 % \| \| Infratest dimap[17] \| 12.09.2018 \| 29 % \| 28 % \| 15 % \| 11 % \| 7 % \| 7 % \| 3 % \| \| INSA[17] \| 12.09.2018 \| 27 % \| 25 % \| 18 % \| 12 % \| 9 % \| 5 % \| 4 % \| \| Forsa[17] \| 25.02.2018 \| 32 % \| 27 % \| 12 % \| 12 % \| 9 % \| 4 % \| 4 % \| \| Infratest dimap[17] \| 31.01.2018 \| 29 % \| 29 % \| 12 % \| 12 % \| 8 % \| 6 % \| 4 % \| \| Infratest dimap[17] \| 09.03.2017 \| 27 % \| 28 % \| 11 % \| 20 % \| 7 % \| 4 % \| 3 % \| \| Infratest dimap[17] \| 15.09.2016 \| 31 % \| 26 % \| 17 % \| 13 % \| 7 % \| 3 % \| 3 % \| \| Landtagswahl 2016 \| 13.03.2016 \| 30,3 % \| 27,0 % \| 15,1 % \| 12,7 % \| 8,3 % \| 2,9 % \| 3,7 % \| |            |        |        |        |        |       |       |        |
| Institut | Datum      | Grüne  | CDU    | AfD    | SPD    | FDP   | Linke | Sonst. |
| INSA | 13.02.2021 | 31 %   | 28 %   | 11 %   | 11 %   | 10 %  | 4 %   | 5 %    |
| Forschungsgruppe Wahlen | 05.02.2021 | 34 %   | 28 %   | 11 %   | 10 %   | 9 %   | 3 %   | 5 %    |
| Infratest dimap | 04.02.2021 | 34 %   | 27 %   | 10 %   | 11 %   | 9 %   | 3 %   | 6 %    |
| INSA | 13.01.2021 | 30 %   | 30 %   | 12 %   | 12 %   | 8 %   | 4 %   | 4 %    |
| Infratest dimap | 17.12.2020 | 35 %   | 30 %   | 11 %   | 10 %   | 7 %   | 3 %   | 4 %    |
| INSA | 19.11.2020 | 29 %   | 31 %   | 12 %   | 11 %   | 7 %   | 5 %   | 5 %    |
| Infratest dimap | 15.10.2020 | 34 %   | 29 %   | 11 %   | 11 %   | 6 %   | 4 %   | 5 %    |
| INSA | 10.09.2020 | 28 %   | 31 %   | 12 %   | 12 %   | 7 %   | 5 %   | 5 %    |
| Infratest dimap | 30.04.2020 | 34 %   | 30 %   | 12 %   | 11 %   | 6 %   | 3 %   | 4 %    |
| INSA | 22.04.2020 | 29 %   | 31 %   | 11 %   | 13 %   | 7 %   | 4 %   | 5 %    |
| Infratest dimap | 12.03.2020 | 36 %   | 23 %   | 14 %   | 11 %   | 7 %   | 5 %   | 4 %    |
| INSA | 30.10.2019 | 30 %   | 27 %   | 13 %   | 11 %   | 9 %   | 4 %   | 6 %    |
| Infratest dimap | 19.09.2019 | 38 %   | 26 %   | 12 %   | 8 %    | 8 %   | 3 %   | 5 %    |
| INSA | 10.05.2019 | 28 %   | 27 %   | 12 %   | 11 %   | 10 %  | 6 %   | 6 %    |
| Infratest dimap | 28.03.2019 | 32 %   | 28 %   | 11 %   | 12 %   | 9 %   | 4 %   | 4 %    |
| INSA | 14.02.2019 | 29 %   | 27 %   | 12 %   | 13 %   | 9 %   | 5 %   | 5 %    |
| Forsa | 04.02.2019 | 33 %   | 23 %   | 13 %   | 9 %    | 9 %   | 6 %   | 7 %    |
| Infratest dimap | 12.09.2018 | 29 %   | 28 %   | 15 %   | 11 %   | 7 %   | 7 %   | 3 %    |
| INSA | 12.09.2018 | 27 %   | 25 %   | 18 %   | 12 %   | 9 %   | 5 %   | 4 %    |
| Forsa | 25.02.2018 | 32 %   | 27 %   | 12 %   | 12 %   | 9 %   | 4 %   | 4 %    |
| Infratest dimap | 31.01.2018 | 29 %   | 29 %   | 12 %   | 12 %   | 8 %   | 6 %   | 4 %    |
| Infratest dimap | 09.03.2017 | 27 %   | 28 %   | 11 %   | 20 %   | 7 %   | 4 %   | 3 %    |
| Infratest dimap | 15.09.2016 | 31 %   | 26 %   | 17 %   | 13 %   | 7 %   | 3 %   | 3 %    |
| Landtagswahl 2016 | 13.03.2016 | 30,3 % | 27,0 % | 15,1 % | 12,7 % | 8,3 % | 2,9 % | 3,7 %  |

| Institut                | Datum      | Grüne  | CDU    | AfD    | SPD    | FDP   | Linke | Sonst. |
| ----------------------- | ---------- | ------ | ------ | ------ | ------ | ----- | ----- | ------ |
| INSA                    | 13.02.2021 | 31 %   | 28 %   | 11 %   | 11 %   | 10 %  | 4 %   | 5 %    |
| Forschungsgruppe Wahlen | 05.02.2021 | 34 %   | 28 %   | 11 %   | 10 %   | 9 %   | 3 %   | 5 %    |
| Infratest dimap         | 04.02.2021 | 34 %   | 27 %   | 10 %   | 11 %   | 9 %   | 3 %   | 6 %    |
| INSA                    | 13.01.2021 | 30 %   | 30 %   | 12 %   | 12 %   | 8 %   | 4 %   | 4 %    |
| Infratest dimap         | 17.12.2020 | 35 %   | 30 %   | 11 %   | 10 %   | 7 %   | 3 %   | 4 %    |
| INSA                    | 19.11.2020 | 29 %   | 31 %   | 12 %   | 11 %   | 7 %   | 5 %   | 5 %    |
| Infratest dimap         | 15.10.2020 | 34 %   | 29 %   | 11 %   | 11 %   | 6 %   | 4 %   | 5 %    |
| INSA                    | 10.09.2020 | 28 %   | 31 %   | 12 %   | 12 %   | 7 %   | 5 %   | 5 %    |
| Infratest dimap         | 30.04.2020 | 34 %   | 30 %   | 12 %   | 11 %   | 6 %   | 3 %   | 4 %    |
| INSA                    | 22.04.2020 | 29 %   | 31 %   | 11 %   | 13 %   | 7 %   | 4 %   | 5 %    |
| Infratest dimap         | 12.03.2020 | 36 %   | 23 %   | 14 %   | 11 %   | 7 %   | 5 %   | 4 %    |
| INSA                    | 30.10.2019 | 30 %   | 27 %   | 13 %   | 11 %   | 9 %   | 4 %   | 6 %    |
| Infratest dimap         | 19.09.2019 | 38 %   | 26 %   | 12 %   | 8 %    | 8 %   | 3 %   | 5 %    |
| INSA                    | 10.05.2019 | 28 %   | 27 %   | 12 %   | 11 %   | 10 %  | 6 %   | 6 %    |
| Infratest dimap         | 28.03.2019 | 32 %   | 28 %   | 11 %   | 12 %   | 9 %   | 4 %   | 4 %    |
| INSA                    | 14.02.2019 | 29 %   | 27 %   | 12 %   | 13 %   | 9 %   | 5 %   | 5 %    |
| Forsa                   | 04.02.2019 | 33 %   | 23 %   | 13 %   | 9 %    | 9 %   | 6 %   | 7 %    |
| Infratest dimap         | 12.09.2018 | 29 %   | 28 %   | 15 %   | 11 %   | 7 %   | 7 %   | 3 %    |
| INSA                    | 12.09.2018 | 27 %   | 25 %   | 18 %   | 12 %   | 9 %   | 5 %   | 4 %    |
| Forsa                   | 25.02.2018 | 32 %   | 27 %   | 12 %   | 12 %   | 9 %   | 4 %   | 4 %    |
| Infratest dimap         | 31.01.2018 | 29 %   | 29 %   | 12 %   | 12 %   | 8 %   | 6 %   | 4 %    |
| Infratest dimap         | 09.03.2017 | 27 %   | 28 %   | 11 %   | 20 %   | 7 %   | 4 %   | 3 %    |
| Infratest dimap         | 15.09.2016 | 31 %   | 26 %   | 17 %   | 13 %   | 7 %   | 3 %   | 3 %    |
| Landtagswahl 2016       | 13.03.2016 | 30,3 % | 27,0 % | 15,1 % | 12,7 % | 8,3 % | 2,9 % | 3,7 %  |

### Direktwahl Ministerpräsident
| \| Institut \| Datum \| Winfried Kretschmann (Grüne) \| Thomas Strobl (CDU) \| Susanne Eisenmann (CDU) \| keiner der Abgefragten \| \| --------------------------- \| ---------- \| ---------------------------- \| ------------------- \| ----------------------- \| ---------------------- \| \| Forschungsgruppe Wahlen[21] \| 05.02.2021 \| 70 % \| — \| 13 % \| 17 % \| \| Infratest dimap[22] \| 04.02.2021 \| 65 % \| — \| 16 % \| 13 % \| \| INSA[23] \| 13.01.2021 \| 52 % \| — \| 12 % \| 23 % \| \| Infratest dimap[24] \| 15.10.2020 \| 66 % \| — \| 13 % \| 12 % \| \| Infratest dimap[25] \| 19.09.2019 \| 69 % \| 13 % \| — \| 9 % \| \| Infratest dimap[26] \| 28.03.2019 \| 63 % \| 17 % \| — \| 12 % \| \| Forsa[27] \| 04.02.2019 \| 59 % \| 5 % \| — \| — \| \| Infratest dimap[28] \| 12.09.2018 \| 67 % \| 14 % \| — \| 10 % \| |            |                              |                     |                         |                        |
| Institut | Datum      | Winfried Kretschmann (Grüne) | Thomas Strobl (CDU) | Susanne Eisenmann (CDU) | keiner der Abgefragten |
| Forschungsgruppe Wahlen | 05.02.2021 | 70 %                         | —                   | 13 %                    | 17 %                   |
| Infratest dimap | 04.02.2021 | 65 %                         | —                   | 16 %                    | 13 %                   |
| INSA | 13.01.2021 | 52 %                         | —                   | 12 %                    | 23 %                   |
| Infratest dimap | 15.10.2020 | 66 %                         | —                   | 13 %                    | 12 %                   |
| Infratest dimap | 19.09.2019 | 69 %                         | 13 %                | —                       | 9 %                    |
| Infratest dimap | 28.03.2019 | 63 %                         | 17 %                | —                       | 12 %                   |
| Forsa | 04.02.2019 | 59 %                         | 5 %                 | —                       | —                      |
| Infratest dimap | 12.09.2018 | 67 %                         | 14 %                | —                       | 10 %                   |

| Institut                | Datum      | Winfried Kretschmann (Grüne) | Thomas Strobl (CDU) | Susanne Eisenmann (CDU) | keiner der Abgefragten |
| ----------------------- | ---------- | ---------------------------- | ------------------- | ----------------------- | ---------------------- |
| Forschungsgruppe Wahlen | 05.02.2021 | 70 %                         | —                   | 13 %                    | 17 %                   |
| Infratest dimap         | 04.02.2021 | 65 %                         | —                   | 16 %                    | 13 %                   |
| INSA                    | 13.01.2021 | 52 %                         | —                   | 12 %                    | 23 %                   |
| Infratest dimap         | 15.10.2020 | 66 %                         | —                   | 13 %                    | 12 %                   |
| Infratest dimap         | 19.09.2019 | 69 %                         | 13 %                | —                       | 9 %                    |
| Infratest dimap         | 28.03.2019 | 63 %                         | 17 %                | —                       | 12 %                   |
| Forsa                   | 04.02.2019 | 59 %                         | 5 %                 | —                       | —                      |
| Infratest dimap         | 12.09.2018 | 67 %                         | 14 %                | —                       | 10 %                   |

### Bewertung möglicher Koalitionen
Die Werte der Umfragen geben die Meinung der Befragten wieder, welche der abgefragten Koalitionen sie positiv bzw. negativ bewerten. Die fehlenden Werte zu 100 % machten keine Angabe.
| Institut                | Datum      | Bewertung | Grüne CDU | CDU Grüne | CDU SPD FDP | Grüne SPD FDP |
| ----------------------- | ---------- | --------- | --------- | --------- | ----------- | ------------- |
| Forschungsgruppe Wahlen | 05.03.2021 | positiv   | 49 %      | 34 %      | 25 %        | 28 %          |
| Forschungsgruppe Wahlen | 05.03.2021 | negativ   | 27 %      | 40 %      | 51 %        | 46 %          |
| Forschungsgruppe Wahlen | 05.02.2021 | positiv   | 44 %      | 39 %      | 30 %        | 26 %          |
| Forschungsgruppe Wahlen | 05.02.2021 | negativ   | 32 %      | 37 %      | 48 %        | 51 %          |

## Ergebnis

Stimmenmehrheiten in den Wahlkreisen

Liste der Mitglieder des Landtags von Baden-Württemberg (17. Wahlperiode)
Die Wahlbeteiligung sank im Vergleich zur Landtagswahl 2016 von 70,4 Prozent auf 63,8 Prozent.

### Übersicht
| Partei                 | Partei                                      | Kurzbezeichnung        | Kreis- wahl- vor- schläge | Stimmen   | Stimmen   | Stimmen   | Sitze | Sitze | Sitze  | Sitze |   |
| Partei                 | Partei                                      | Kurzbezeichnung        | Kreis- wahl- vor- schläge | Anzahl    | %         | +/−       | Erst  | Zweit | Gesamt | +/−   |   |
| ---------------------- | ------------------------------------------- | ---------------------- | ------------------------- | --------- | --------- | --------- | ----- | ----- | ------ | ----- | - |
|                        | Bündnis 90/Die Grünen                       | Grüne                  | 70                        | 1.586.192 | 32,6      | +2,3      | 58    | —     | 58     | +11   |   |
|                        | Christlich Demokratische Union Deutschlands | CDU                    | 70                        | 1.168.975 | 24,1      | −2,9      | 12    | 30    | 42     | ±0    |   |
|                        | Sozialdemokratische Partei Deutschlands     | SPD                    | 70                        | 535.489   | 11,0      | −1,7      | —     | 19    | 19     | ±0    |   |
|                        | Freie Demokratische Partei                  | FDP                    | 70                        | 508.429   | 10,5      | +2,2      | —     | 18    | 18     | +6    |   |
|                        | Alternative für Deutschland                 | AfD                    | 70                        | 473.485   | 9,7       | −5,4      | —     | 17    | 17     | −6    |   |
|                        | Die Linke                                   | Die Linke              | 70                        | 173.317   | 3,6       | +0,7      | —     | —     | —      | —     |   |
|                        | Freie Wähler                                | Freie Wähler           | 69                        | 146.259   | 3,0       | +2,9      | —     | —     | —      | —     |   |
|                        | Die PARTEI                                  | Die PARTEI             | 52                        | 59.463    | 1,2       | +0,9      | —     | —     | —      | —     |   |
|                        | Basisdemokratische Partei Deutschland       | dieBasis               | 60                        | 48.497    | 1,0       | neu       | —     | —     | —      | —     |   |
|                        | Klimaliste Baden-Württemberg                | KlimalisteBW           | 67                        | 42.685    | 0,9       | neu       | —     | —     | —      | —     |   |
|                        | WiR2020                                     | W2020                  | 68                        | 41.128    | 0,8       | neu       | —     | —     | —      | —     |   |
|                        | Ökologisch-Demokratische Partei             | ÖDP                    | 67                        | 37.819    | 0,8       | +0,1      | —     | —     | —      | —     |   |
|                        | Volt Deutschland                            | Volt                   | 44                        | 22.782    | 0,5       | neu       | —     | —     | —      | —     |   |
|                        | Bündnis C – Christen für Deutschland        | Bündnis C              | 9                         | 4.081     | 0,1       | +0,1      | —     | —     | —      | —     |   |
|                        | Piratenpartei Deutschland                   | Piraten                | 4                         | 2.878     | 0,1       | −0,3      | —     | —     | —      | —     |   |
|                        | Demokratie in Bewegung                      | DiB                    | 3                         | 1.005     | 0,0       | neu       | —     | —     | —      | —     |   |
|                        | Partei der Humanisten                       | Die Humanisten         | 3                         | 976       | 0,0       | neu       | —     | —     | —      | —     |   |
|                        | Menschliche Welt                            | Menschliche Welt       | 2                         | 975       | 0,0       | ±0        | —     | —     | —      | —     |   |
|                        | Partei für Gesundheitsforschung             | Gesundheitsforschung   | 2                         | 468       | 0,0       | neu       | —     | —     | —      | —     |   |
|                        | Eine für Alle – Partei                      | Eine für Alle – Partei | 1                         | 178       | 0,0       | neu       | —     | —     | —      | —     |   |
|                        | Deutsche Kommunistische Partei              | DKP                    | 1                         | 107       | 0,0       | ±0        | —     | —     | —      | —     |   |
|                        | Einzelbewerber                              | Einzelbewerber         | 8                         | 4.463     | 0,1       | +0,1      | —     | —     | —      | —     |   |
|                        | Sonstige                                    | Sonstige               | —                         | —         | —         | −2,1      | —     | —     | —      | —     | — |
| Gesamt                 | Gesamt                                      | Gesamt                 | 880                       | 4.859.651 | 100,0     | ±0        | 70    | 84    | 154    | +11   |   |
| Gültige Stimmen        | Gültige Stimmen                             | Gültige Stimmen        | —                         | 4.859.651 | 99,3      | +0,2      | —     | —     | —      | —     | — |
| Wähler/Wahlbeteiligung | Wähler/Wahlbeteiligung                      | Wähler/Wahlbeteiligung | —                         | 4.894.500 | 63,8      | −6,6      | —     | —     | —      | —     | — |
| Wahlberechtigte        | Wahlberechtigte                             | Wahlberechtigte        | —                         | 7.671.039 | 7.671.039 | 7.671.039 | —     | —     | —      | —     | — |

### Ergebnisse nach Regierungsbezirken
|                                 | Regierungsbezirk Stuttgart                                                                                                   | Regierungsbezirk Stuttgart                                                                                                   | Regierungsbezirk Stuttgart                                                                                                   | Regierungsbezirk Stuttgart                                                                                                   | Regierungsbezirk Stuttgart                                                                                                   | Regierungsbezirk Karlsruhe                                                                                                  | Regierungsbezirk Karlsruhe                                                                                                  | Regierungsbezirk Karlsruhe                                                                                                  | Regierungsbezirk Karlsruhe                                                                                                  | Regierungsbezirk Karlsruhe                                                                                                  | Regierungsbezirk Freiburg                                                | Regierungsbezirk Freiburg                                                | Regierungsbezirk Freiburg                                                | Regierungsbezirk Freiburg                                                | Regierungsbezirk Freiburg                                                | Regierungsbezirk Tübingen | Regierungsbezirk Tübingen | Regierungsbezirk Tübingen | Regierungsbezirk Tübingen | Regierungsbezirk Tübingen |
| Anzahl/ Stimmen                 | % | Kreis- wahl- vor- schläge | Direkt- man- date | Sitze | Anzahl/ Stimmen | % | Kreis- wahl- vor- schläge                                                                                                   | Direkt- man- date | Sitze | Anzahl/ Stimmen | %                                                                        | Kreis- wahl- vor- schläge                                                | Direkt- man- date                                                        | Sitze                                                                    | Anzahl/ Stimmen                                                          | %                         | Kreis- wahl- vor- schläge | Direkt- man- date         | Sitze                     |                           |
| ------------------------------- | --- | --- | --- | --- | --- | --- | --- | --- | --- | --- | ------------------------------------------------------------------------ | ------------------------------------------------------------------------ | ------------------------------------------------------------------------ | ------------------------------------------------------------------------ | ------------------------------------------------------------------------ | ------------------------- | ------------------------- | ------------------------- | ------------------------- | ------------------------- |
| Wahlberechtigte                 | 2.791.347 | | | | | 1.943.395 | | | | | 1.609.048                                                                |                                                                          |                                                                          |                                                                          |                                                                          | 1.327.249                 |                           |                           |                           |                           |
| Wähler                          | 1.807.328 | 64,7 | | | | 1.218.284 | 62,7 | | | | 1.005.725                                                                | 62,5                                                                     |                                                                          |                                                                          |                                                                          | 863.163                   | 65,0                      |                           |                           |                           |
| Gültige Stimmen                 | 1796.057 | 99,4 | | | | 1.208.592 | 99,2 | | | | 998.011                                                                  | 99,2                                                                     |                                                                          |                                                                          |                                                                          | 856.991                   | 99,3                      |                           |                           |                           |
|                                 | | | | | | | | | | |                                                                          |                                                                          |                                                                          |                                                                          |                                                                          |                           |                           |                           |                           |                           |
| Grüne                           | 568.800 | 31,7 | 26 | 23 | 23 | 381.022 | 31,5 | 19 | 15 | 15 | 352.689                                                                  | 35,3                                                                     | 14                                                                       | 12                                                                       | 12                                                                       | 283.681                   | 33,1                      | 11                        | 8                         | 8                         |
| CDU                             | 437.362 | 24,4 | 26 | 3 | 17 | 277.684 | 23,0 | 19 | 4 | 11 | 224.965                                                                  | 22,5                                                                     | 14                                                                       | 2                                                                        | 7                                                                        | 228.964                   | 26,7                      | 11                        | 3                         | 7                         |
| SPD                             | 213.386 | 11,9 | 26 | | 8 | 147.726 | 12,2 | 19 | | 6 | 100.338                                                                  | 10,1                                                                     | 14                                                                       |                                                                          | 3                                                                        | 74.039                    | 8,6                       | 11                        |                           | 2                         |
| FDP/DVP                         | 198.496 | 11,1 | 26 | | 8 | 119.962 | 9,9 | 19 | | 5 | 103.464                                                                  | 10,4                                                                     | 14                                                                       |                                                                          | 3                                                                        | 86.507                    | 10,1                      | 11                        |                           | 2                         |
| AfD                             | 175.713 | 9,8 | 26 | | 7 | 128.865 | 10,7 | 19 | | 5 | 87.441                                                                   | 8,8                                                                      | 14                                                                       |                                                                          | 3                                                                        | 81.466                    | 9,5                       | 11                        |                           | 2                         |
| Die Linke                       | 58.585 | 3,3 | 26 | | | 45.771 | 3,8 | 19 | | | 40.529                                                                   | 4,1                                                                      | 14                                                                       |                                                                          |                                                                          | 28.432                    | 3,3                       | 11                        |                           |                           |
| Freie Wähler                    | 52.464 | 2,9 | 26 | | | 39.155 | 3,2 | 19 | | | 30.978                                                                   | 3,1                                                                      | 14                                                                       |                                                                          |                                                                          | 23.662                    | 2,8                       | 11                        |                           |                           |
| Die PARTEI                      | 25.798 | 1,4 | 24 | | | 13.952 | 1,2 | 12 | | | 11.507                                                                   | 1,2                                                                      | 9                                                                        |                                                                          |                                                                          | 8.206                     | 1,0                       | 7                         |                           |                           |
| dieBasis                        | 14.918 | 0,8 | 21 | | | 11.011 | 0,9 | 16 | | | 12.717                                                                   | 1,3                                                                      | 12                                                                       |                                                                          |                                                                          | 9.851                     | 1,1                       | 11                        |                           |                           |
| KlimalisteBW                    | 11.148 | 0,6 | 23 | | | 13.231 | 1,1 | 19 | | | 10.558                                                                   | 1,1                                                                      | 14                                                                       |                                                                          |                                                                          | 7.748                     | 0,9                       | 11                        |                           |                           |
| W2020                           | 14.336 | 0,8 | 26 | | | 11.336 | 0,9 | 17 | | | 8.730                                                                    | 0,9                                                                      | 14                                                                       |                                                                          |                                                                          | 6.726                     | 0,8                       | 11                        |                           |                           |
| ÖDP                             | 13.366 | 0,7 | 26 | | | 6.634 | 0,5 | 16 | | | 8.432                                                                    | 0,8                                                                      | 14                                                                       |                                                                          |                                                                          | 9.387                     | 1,1                       | 11                        |                           |                           |
| Volt                            | 5.903 | 0,3 | 14 | | | 8.959 | 0,7 | 14 | | | 4.332                                                                    | 0,4                                                                      | 8                                                                        |                                                                          |                                                                          | 3.588                     | 0,4                       | 8                         |                           |                           |
| Übrige Parteien                 | 2.635 a | 0,1 | 7 | | | 2.884 b | 0,2 | 6 | | | 1.331 c                                                                  | 0,1                                                                      | 4                                                                        |                                                                          |                                                                          | 3.818 d                   | 0,4                       | 8                         |                           |                           |
| Einzelbewerber                  | 3.147 | 0,2 | 5 | | | 400 | 0,0 | 2 | | |                                                                          |                                                                          | —                                                                        |                                                                          |                                                                          | 916                       | 0,1                       | 1                         |                           |                           |
| Überhang- und Ausgleichsmandate | Grüne: 7 Überhangmandate CDU: 5 Ausgleichsmandate SPD: 2 Ausgleichsmandate FDP: 2 Ausgleichsmandate AfD: 2 Ausgleichsmandate | Grüne: 7 Überhangmandate CDU: 5 Ausgleichsmandate SPD: 2 Ausgleichsmandate FDP: 2 Ausgleichsmandate AfD: 2 Ausgleichsmandate | Grüne: 7 Überhangmandate CDU: 5 Ausgleichsmandate SPD: 2 Ausgleichsmandate FDP: 2 Ausgleichsmandate AfD: 2 Ausgleichsmandate | Grüne: 7 Überhangmandate CDU: 5 Ausgleichsmandate SPD: 2 Ausgleichsmandate FDP: 2 Ausgleichsmandate AfD: 2 Ausgleichsmandate | Grüne: 7 Überhangmandate CDU: 5 Ausgleichsmandate SPD: 2 Ausgleichsmandate FDP: 2 Ausgleichsmandate AfD: 2 Ausgleichsmandate | Grüne: 4 Überhangmandate CDU: 3 Ausgleichsmandate SPD: 2 Ausgleichsmandate FDP: 2 Ausgleichsmandate AfD: 1 Ausgleichsmandat | Grüne: 4 Überhangmandate CDU: 3 Ausgleichsmandate SPD: 2 Ausgleichsmandate FDP: 2 Ausgleichsmandate AfD: 1 Ausgleichsmandat | Grüne: 4 Überhangmandate CDU: 3 Ausgleichsmandate SPD: 2 Ausgleichsmandate FDP: 2 Ausgleichsmandate AfD: 1 Ausgleichsmandat | Grüne: 4 Überhangmandate CDU: 3 Ausgleichsmandate SPD: 2 Ausgleichsmandate FDP: 2 Ausgleichsmandate AfD: 1 Ausgleichsmandat | Grüne: 4 Überhangmandate CDU: 3 Ausgleichsmandate SPD: 2 Ausgleichsmandate FDP: 2 Ausgleichsmandate AfD: 1 Ausgleichsmandat | Grüne: 2 Überhangmandate CDU: 1 Ausgleichsmandat AfD: 1 Ausgleichsmandat | Grüne: 2 Überhangmandate CDU: 1 Ausgleichsmandat AfD: 1 Ausgleichsmandat | Grüne: 2 Überhangmandate CDU: 1 Ausgleichsmandat AfD: 1 Ausgleichsmandat | Grüne: 2 Überhangmandate CDU: 1 Ausgleichsmandat AfD: 1 Ausgleichsmandat | Grüne: 2 Überhangmandate CDU: 1 Ausgleichsmandat AfD: 1 Ausgleichsmandat |                           |                           |                           |                           |                           |

Überhangmandate und die bei ihrem Auftreten auf Ebene der Regierungsbezirke zugeteilten Ausgleichsmandate führen zur überproportionalen Vertretung einzelner Regierungsbezirke. So sind die Regierungsbezirke Stuttgart und Karlsruhe überrepräsentiert und die Regierungsbezirke Freiburg und Tübingen unterrepräsentiert.

### Stimmenanteil der Parteien nach Wahlkreisen
Die folgenden Karten zeigen, mit welchem Ergebnis die Parteien mit mindestens drei Prozent Stimmenanteil in den einzelnen Wahlkreisen abgeschnitten haben.

Bündnis 90/Die Grünen Höchstwert: 44,8 % (Stuttgart I) Tiefstwert: 23,7 % (Neckar-Odenwald)
Christlich Demokratische Union Höchstwert: 35,9 % (Ehingen) Tiefstwert: 13,3 % (Freiburg II)
Sozialdemokratische Partei Deutschlands Höchstwert: 21,7 % (Mannheim I) Tiefstwert: 5,8 % (Biberach)
Freie Demokratische Partei Höchstwert: 17,0 % (Enz) Tiefstwert: 5,9 % (Freiburg II)
Alternative für Deutschland Höchstwert: 15,8 % (Pforzheim) Tiefstwert: 3,3 % (Stuttgart I)
Die Linke Höchstwert: 11,2 % (Freiburg II) Tiefstwert: 2,1 % (Göppingen)
Freie Wähler Höchstwert: 9,7 % (Aalen) Tiefstwert: 0,9 % (Stuttgart I)

## Regierungsbildung
| Parteien                       | Sitze |
| ------------------------------ | ----- |
| Sitze gesamt                   | 154   |
| Absolute Mehrheit (≥ 78 Sitze) |       |
| Grüne, CDU                     | 100   |
| Grüne, SPD, FDP                | 095   |
| CDU, SPD, FDP                  | 079   |

Am 3. April 2021 einigten sich Grüne und CDU auf die Aufnahme von Koalitionsverhandlungen. Teile der Grünen jedoch favorisierten eine Ampelkoalition mit der SPD und der FDP. Ministerpräsident Winfried Kretschmann hingegen bevorzugte die Fortsetzung der bisherigen Koalition mit der CDU und setzte diesen Wunsch durch. Am 12. Mai 2021 wurde Winfried Kretschmann mit 95 Stimmen erneut zum Ministerpräsidenten einer grün-schwarzen Koalition gewählt. Er erhielt fünf Stimmen weniger, als die Regierungskoalition über Sitze verfügt.